# Vicencio Scarano Spisso

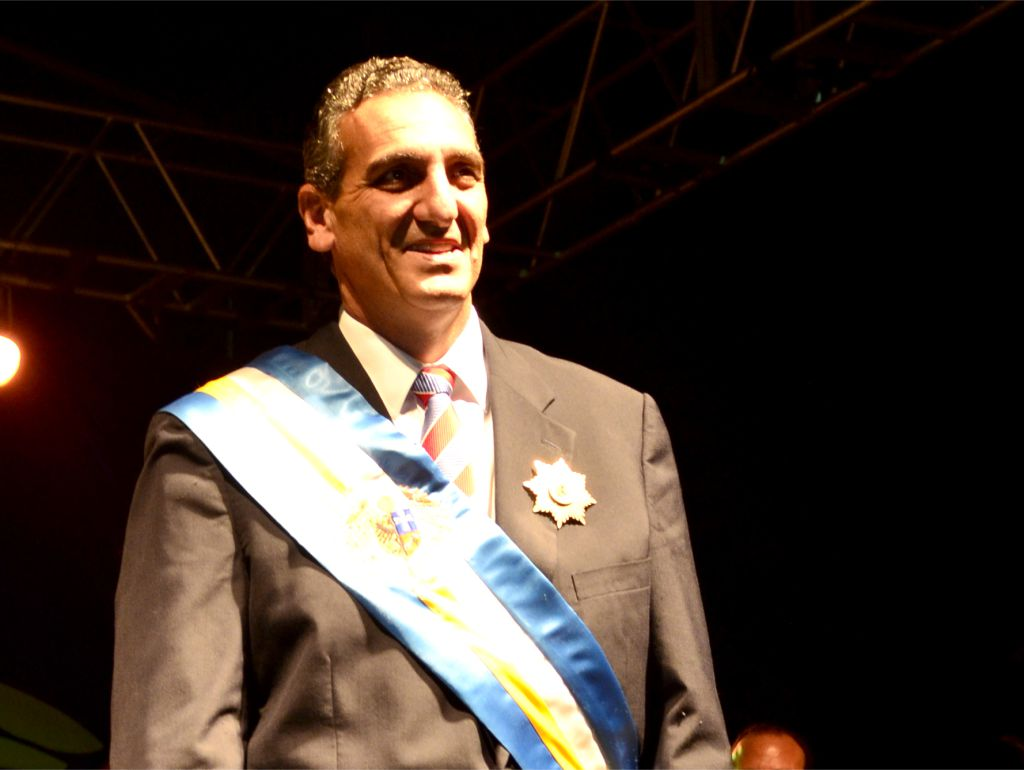
Vicencio Scarano Spisso

Vicencio (Enzo) Scarano Spisso (17 juni 1963) is een Venezolaanse politicus en ondernemer. 
Hij werd gekozen als burgemeester van de gemeente San Diego in 2004 met 33,09% van de stemmen. In 2008 werd hij herkozen met 71.08% van de stemmen Hij werd herkozen met 75,24% van de stemmen in 2013.
Scarano beschuldigde de nationale overheid tijdens demonstraties van buitensporig gebruik van geweld tegen demonstranten in februari. Op 19 maart 2014 veroordeelde het Hooggerechtshof hem tot gevangenis voor tien en een halve maand voor het niet voldoen aan een gerechtelijk bevel om de barricades in zijn gemeente te verwijderen.
Scarano is de leider van de Cuentas Claras partij.

## Weblinks
1. ↑  Regional election results for 2004 (CNE)
2. ↑  CNE Election results for 2008
3. ↑  
Elections in 2013
4. ↑  Venezuelan protests (Reuters)